# Zsuzsu locsol
A Zsuzsu locsol 1972-ben bemutatott magyar rajzfilm, amelyet Dargay Attila rendezett. A forgatókönyvet  Sajdik Ferenc írta, a zenéjét Pethő Zsolt szerezte. A mozifilm a Pannónia Filmstúdió gyártásában készült.

## Rövid tartalom
Zsuzsu az erkélyről véletlenül lelocsolja az apját és ezért kikap. A cirkuszban egymást lelocsoló bohócokon viszont az apa nagyokat derül.

## Alkotók
- Rendezte: Dargay Attila
- Írta és tervezte: Sajdik Ferenc
- Zenéjét szerezte: Pethő Zsolt
- Operatőr: Henrik Irén
- Hangmérnök: Bársony Péter
- Vágó: Hap Magda
- Gyártásvezető: Csillag Márta

Készítette a Pannónia Filmstúdió